# 牟信之
牟信之（1929年4月—2023年2月11日），山东潍坊人，中国人民解放军正军职退休干部、原总参谋部警卫局正军职警卫秘书。

## 生平
牟信之1949年2月参加革命工作，1979年8月入伍，1949年2月加入中国共产党。历任学员、文书、办事员、股长、副科长，总参谋部警卫局后勤部副部长、副局长、副军职警卫秘书等职。曾担任陈云的卫士长。
2023年2月11日，牟信之因病于北京逝世，享年93岁。讣告刊登在5月13日的《解放军报》。